# Alexis Rolín
Germán Alexis Rolín Fernández (Montevidéu, 7 de fevereiro de 1989) é um futebolista uruguaio que atua como zagueiro. Atualmente defende o Olimpia.

## Carreira
O jogador foi integrado ao grupo principal do Nacional pelo técnico Juan Ramón Carrasco, fazendo sua estreia em 16 de janeiro, na final da Copa Bimbo de 2011, contra o Libertad. Seu clube empatou o jogo por 2 a 2 e sagrou-se campeão do torneio na disputa por pênaltis, com Rolín entrando no segundo tempo, no lugar de Sebastián Coates.
Ele debutou no maior clássico uruguaio (Nacional vs. Peñarol) no dia 8 de maio de 2011, disputando todo o encontro válido pelo Campeonato Uruguaio de 2010–11, onde o Nacional derrotou seu maior rival por 1 a 0.
Em 2012, acertou com o Catania, da Itália. Já em janeiro de 2015, foi anunciado como novo zagueiro do Boca Juniors, por empréstimo até o final da temporada.

## Títulos
Nacional
- Campeonato Uruguaio (2): 2010–11 e 2011-12

### Outras conquistas
Nacional
- Copa Bimbo (1): 2011

### Prêmios individuais
- Melhor zagueiro do Campeonato Uruguaio de Futebol 2011-12[5]